# Nemoria naidaria
Nemoria naidaria là một loài bướm đêm trong họ Geometridae.